# Portia orientalis
Portia orientalis là một loài nhện trong họ Salticidae.
Loài này thuộc chi Portia. Portia orientalis được Murphy & Murphy miêu tả năm 1983.